# Копытин, Виктор Иванович
Виктор Иванович Копытин (4 ноября 1929, село Рождественская Хава, Новоусманский район, Воронежская область — 9 июня 2021, Волгоград) — учёный-геолог, специалист в области эндогенного рудообразования. Первооткрыватель ртутного месторождения, на котором в шестидесятые годы был построен рудник «Пламенный». Заслуженный геолог РФ, кандидат геолого-минералогических наук.
Окончил геологический факультет Воронежского госуниверситета в 1953 г. Трудовой путь начал в Янском РайГРУ Дальстроя (1953—1954). Переведен в Чаунское РайГРУ (1954), где проработал до 1966г в должности начальника геологических партий (1954—1961), Главного геолога Пламенной экспедиции (1961—1964), начальника отдела сводных спецкарт (1964—1966). Им открыто и разведано первое на Чукотке ртутное месторождение Пламенное (уже отработано), послужившее бурному развертыванию поисковых работ на ртуть и открытию крупных месторождений Западно-Палянское и Тамватнейское на Чукотке. В 1966г переведен в Северо-Восточный комплексный НИИ ДВНЦ Академии наук, где работал мл. научным сотрудником (1966-1971г), ст. научным сотрудником (1971-1988г), ведущим научым сотрудником (1988-1990г). Область научных соавтор интересов: металлогения, минералогия, рудноформационный, геолого-структурный анализ, генезис ртутных, олово-серебряных, золото-серебряных месторождений. Написано порядка 120 научных статей, производственных отчетов, докладных записок на поиски ртути, серебра, олова. Опубликовано три монографии: ртутное оруденение северного отрезка ОЧВП (кандидатская диссертация), металлогения ртути северного сегмента Тихоокеанского рудного пояса (в соавторстве с Н.А. ШИЛО. П.В. БАБКИНЫМ). Соавтор монографии по серебру: геология, минералогия, закономерности размещения месторождений. Является ответственным исполнителем научных тем: закономерности размещения, минералогия ртутных месторождений Северо-востока СССР и темы — олово-серебряное оруденение Омсукчанского прогиба. Составлены и защищены два листа Государственной геологической карты м-ба 1:200 000.с записками к ним. Награждён знаком «Первооткрыватель рудных месторождений», медалью «Ветеран труда», почетным знаком «Ветеран труда Магаданской области» и «Отличник соцсоревнований золото-платиновой промышленности». Имеет многочисленные почетные грамоты, благодарности Президиума ДВНЦ АН СССР, Обкома КПСС Магаданской области, Чаунского РайГРУ, СВКНИИ.
Умер 9 июня 2021 г. в возрасте 91 года от инфаркта.

## В литературе
Виктор Иванович послужил прообразом персонажа Копкова в романе Территория.

## Награды
- Почетный знак «Отличник соцсоревнования золотоплатиновой промышленности»
- Почетные грамоты Президиума ДВНЦ АН СССР